# 봉양면
봉양면(鳳陽面)은 대한민국 경상북도 의성군의 면이다. 넓이는 67.46km2이고, 인구는 2012년 기준으로 4,067명이다.

## 행정 구역
- 구미리
- 구산리
- 길천리
- 도원리
- 문흥리
- 분토리
- 사부리
- 삼산리
- 신평리
- 안평리
- 장대리
- 풍리리
- 화전리

## 교육
- 도리원초등학교
  - 봉양분교 (폐교) - 봉양면 경북대로 4741 (구미리/현 의성소방서)
  - 일산분교 (폐교) - 봉양면 조문로 357 (장대리)
- 봉양중학교